# کوت-دور
کوت-دور (به فرانسوی: Côte-d'Or) بیست و یکمین شهرستان فرانسه است. شهرستان کوت-دور در شمال شرقی این کشور قرار دارد. این شهرستان زیرمجموعه ناحیه بورگوین می‌باشد. مساحت این شهرستان ۸٬۷۶۳ کیلومتر مربع و جمعیت آن ۵۳۲٬۹۴۸ نفر است. این شهرستان در خلال انقلاب فرانسه بر پا گردید.